# 科爾維爾 (密蘇里州)
科爾維爾（英語：Coleville）是位於美國密蘇里州貝茨縣的鬼鎮。

## 歷史
科爾維爾的郵局於1871年設立，其後於1879年停運。

## 地理
科爾維爾所處的海拔為高於海平面248米（即814英呎），而該地所採用的時區為UTC-6，即北美中部時區（CST）。同時該地設有夏令時間，為UTC-6調快一小時，即UTC-5（CDT）。